# Encuentros en Brasil
Encuentros en Brasil foi uma série de televisão transmitida pela HBO América Latina, produzida pela Santa Rita Filmes em parceria com a agência de publicidade BeGiant Advertainment, com apoio institucional da Embratur.
A série é formada por doze episódios de 30 minutos e apresenta as experiências de seis músicos latino-americanos que viajam por diferentes cidades do Brasil com a proposta de criar uma canção a partir das impressões que o(s) destino(s) visitado(s) lhe proporcionaram, gravando um videoclipe que retrate a cultura e belezas das doze cidades escolhidas.
A série conta com o músico brasileiro Paulinho Moska sendo o anfitrião de cada um dos músicos hispânicos. Os artistas convidados são Jorge Drexler, Kevin Johansen, Francisca Valenzuela, Alejandro y María Laura, Andrea Echeverri e Natalia Lafourcade.
O principal interesse da Embratur no projeto foi divulgar as doze cidades-sede da Copa do Mundo de 2014 para o telespectador estrangeiro, uma vez que o programa seria transmitido para mais de 50 países, pela HBO.
As sete canções inéditas compostas para o programa, sendo seis dos artistas estrangeiros e uma de Paulinho Moska, se transformaram em um álbum que foi disponibilizado no iTunes.